# Roberto Garcés
Roberto Garcés (n. Quito, Ecuador; 7 de junio de 1993) es un futbolista ecuatoriano. Juega como centrocampista y su equipo actual es Emelec de la Serie A de Ecuador.

## Trayectoria

### Aucas
Roberto inició su carrera futbolista en el equipo oriental en el año 2011 donde debutó en el fútbol profesional cuando Aucas jugaba en la Segunda Categoría de Pichincha y posteriormente en la Segunda Categoría Nacional, tuvo destacadas actuaciones y se consolidó como titular en el medio campo, fue parte del equipo que logró el ascenso a la Serie B en la temporada 2012, para el 2013 debutó en Primera Categoría B donde jugó 34 de los 44 partidos de la temporada.
También fue parte del equipo campeón de la Serie B 2014, jugó 38 partidos con Aucas y logró el ascenso a la Serie A. En su vuelta al equipo ex-petrolero en el 2015 jugó el torneo sub-18 de la FEF y también en el equipo de reservas, donde en 16 partidos marcó 6 goles.  

### Deportivo Quito
Tuvo un breve paso en el conjunto de la Plaza del Teatro durante el 2015, ahí jugó pocos partidos en la reserva.

### El Nacional
Tras mostrar buenas condiciones de juego es fichado por El Nacional para la temporada 2016, se consolidó como titular fijo en el medio campo, también en uno de los referentes del equipo militar, fue capitán durante la temporada 2018, durante sus tres años en el cuadro rojo disputó 109 partidos y marcó 2 goles.
Debutó en competiciones internacionales, en el juego de Copa Libertadores contra Club Atlético Tucumán (empate 2 a 2), válido por la Fase 2 de dicha edición, el partido se jugó el 31 de enero de 2017 en el estadio Monumental José Fierro de la ciudad de San Miguel de Tucumán; tuvo su debut en la Copa Sudamericana contra San José de Oruro en el partido jugado el 22 de febrero de 2018 en el estadio Olímpico Atahualpa de Quito, el juego correspondió a la primera fase del torneo, la victoria fue para el equipo militar por 3-2.

### Liga Deportiva Universitaria
Sus buenos años en El Nacional hicieron que la dirigencia de LDU se interesara por sus servicios, llegó a la institución quiteña a los 25 años de edad como alternativa en el mediocampo de la U, sin embargo debido a transferencias fallidas de jugadores de Liga hacia otros equipos, las posibilidades de Garcés se vieron reducidas, por lo cual se decidió rescindir su contrato.

### Independiente del Valle
Garcés al no tener oportunidad en Liga Deportiva Universitaria rescinde contrato y firma con Independiente del Valle por 4 temporadas, llegando a la titularidad en el mismo puesto en donde tuvo destacadas actuaciones en El Nacional.

### Macará
En 2020 llega al Club Deportivo Macará de la ciudad de Ambato, se convirtió en titular y capitán del equipo ambateño, permaneció hasta finales de 2021.

### Emelec
En la temporada 2022 fue contratado por el Club Sport Emelec, a principios de 2023 fue cedido a préstamo a Libertad Fútbol Club, equipo de Serie A por una temporada.

## Estadísticas

### Clubes
Actualizado al último partido jugado el 30 de julio de 2025.
| Club                                   | Div.          | Temporada     | Liga  | Liga  | Copas nacionales | Copas nacionales | Copas internacionales | Copas internacionales | Total | Total |
| Club                                   | Div.          | Temporada     | Part. | Goles | Part.            | Goles            | Part.                 | Goles                 | Part. | Goles |
| -------------------------------------- | ------------- | ------------- | ----- | ----- | ---------------- | ---------------- | --------------------- | --------------------- | ----- | ----- |
| Aucas · Ecuador                        | 3.ª           | 2011          | 1     | 0     | Inexistentes     | Inexistentes     | Inexistentes          | Inexistentes          | 1     | 0     |
| Aucas · Ecuador                        | 3.ª           | 2012          | 15    | 1     | Inexistentes     | Inexistentes     | Inexistentes          | Inexistentes          | 15    | 1     |
| Aucas · Ecuador                        | 2.ª           | 2013          | 17    | 0     | Inexistentes     | Inexistentes     | Inexistentes          | Inexistentes          | 17    | 0     |
| Aucas · Ecuador                        | 2.ª           | 2014          | 38    | 0     | Inexistentes     | Inexistentes     | Inexistentes          | Inexistentes          | 38    | 0     |
| Aucas · Ecuador                        | 1.ª           | 2015          | 0     | 0     | Inexistentes     | Inexistentes     | Inexistentes          | Inexistentes          | 0     | 0     |
| Aucas · Ecuador                        | Total club    | Total club    | 71    | 1     | 0                | 0                | 0                     | 0                     | 71    | 1     |
| Deportivo Quito · Ecuador              | 1.ª           | 2015          | 0     | 0     | Inexistentes     | Inexistentes     | Inexistentes          | Inexistentes          | 0     | 0     |
| Deportivo Quito · Ecuador              | Total club    | Total club    | 0     | 0     | 0                | 0                | 0                     | 0                     | 0     | 0     |
| El Nacional · Ecuador                  | 1.ª           | 2016          | 33    | 1     | Inexistentes     | Inexistentes     | Inexistentes          | Inexistentes          | 33    | 1     |
| El Nacional · Ecuador                  | 1.ª           | 2017          | 37    | 1     | Inexistentes     | Inexistentes     | 2                     | 0                     | 39    | 1     |
| El Nacional · Ecuador                  | 1.ª           | 2018          | 39    | 0     | Inexistentes     | Inexistentes     | 4                     | 0                     | 43    | 0     |
| El Nacional · Ecuador                  | Total club    | Total club    | 109   | 2     | 0                | 0                | 6                     | 0                     | 115   | 2     |
| Liga Deportiva Universitaria · Ecuador | 1.ª           | 2019          | 0     | 0     | —                | —                | —                     | —                     | 0     | 0     |
| Liga Deportiva Universitaria · Ecuador | Total club    | Total club    | 0     | 0     | 0                | 0                | 0                     | 0                     | 0     | 0     |
| Independiente del Valle · Ecuador      | 1.ª           | 2019          | 19    | 1     | 1                | 0                | 5                     | 0                     | 25    | 1     |
| Independiente del Valle · Ecuador      | Total club    | Total club    | 19    | 1     | 1                | 0                | 5                     | 0                     | 25    | 1     |
| Macará · Ecuador                       | 1.ª           | 2020          | 21    | 0     | —                | —                | 0                     | 0                     | 21    | 0     |
| Macará · Ecuador                       | 1.ª           | 2021          | 29    | 3     | —                | —                | 2                     | 0                     | 31    | 3     |
| Macará · Ecuador                       | Total club    | Total club    | 50    | 3     | 0                | 0                | 2                     | 0                     | 52    | 3     |
| Emelec · Ecuador                       | 1.ª           | 2022          | 21    | 0     | 2                | 0                | 3                     | 0                     | 26    | 0     |
| Libertad F. C. · Ecuador               | 1.ª           | 2023          | 27    | 5     | 0                | 0                | —                     | —                     | 27    | 5     |
| Libertad F. C. · Ecuador               | Total club    | Total club    | 27    | 5     | 0                | 0                | 0                     | 0                     | 27    | 5     |
| Emelec · Ecuador                       | 1.ª           | 2024          | 13    | 0     | 1                | 0                | —                     | —                     | 14    | 0     |
| Emelec · Ecuador                       | 1.ª           | 2025          | 11    | 0     | 1                | 0                | —                     | —                     | 12    | 0     |
| Emelec · Ecuador                       | Total club    | Total club    | 45    | 0     | 4                | 0                | 3                     | 0                     | 52    | 0     |
| Total carrera                          | Total carrera | Total carrera | 321   | 12    | 5                | 0                | 16                    | 0                     | 342   | 12    |
| 1. 2.                                  |               |               |       |       |                  |                  |                       |                       |       |       |

## Palmarés

### Campeonatos nacionales
| Título                       | Club  | País    | Año  |
| ---------------------------- | ----- | ------- | ---- |
| Segunda Categoría de Ecuador | Aucas | Ecuador | 2012 |
| Serie B de Ecuador           | Aucas | Ecuador | 2014 |

### Campeonatos internacionales
| Título            | Club                    | Año  |
| ----------------- | ----------------------- | ---- |
| Copa Sudamericana | Independiente del Valle | 2019 |